# وادي الفرع (رأس الخيمة)
وادي الفَرع هو مجرى مائي موسمي، أو وادي، في إمارة رأس الخيمة، الإمارات العربية المتحدة. يمتد من قرية الغيل إلى ملتقى وادي اعسمة ووادي السدر.
الوادي واسع وخصب، وحياته البرية الغنية تشمل نوعًا جديدًا من خنفساء الغواصة، (Hydroglyphus sinuspersicus) نحات مائي الخليج العربي، والتي أُكتشفت ووثقت لأول مرة من قبل فريق تشيكي / نمساوي مشترك عمل في وادي الفرع في عام 2009.
يسكن الوادي تقليديًا عوائل من قبيلةالمزاريع ويضم الوادي عددًا من أبراج المراقبة التاريخية والقرى القديمة والمزارع. في مسح للمنطقة أجري في عام 1955 وجد أن الوادي فيه 25 أسرة ونحو 1200 نخلة.

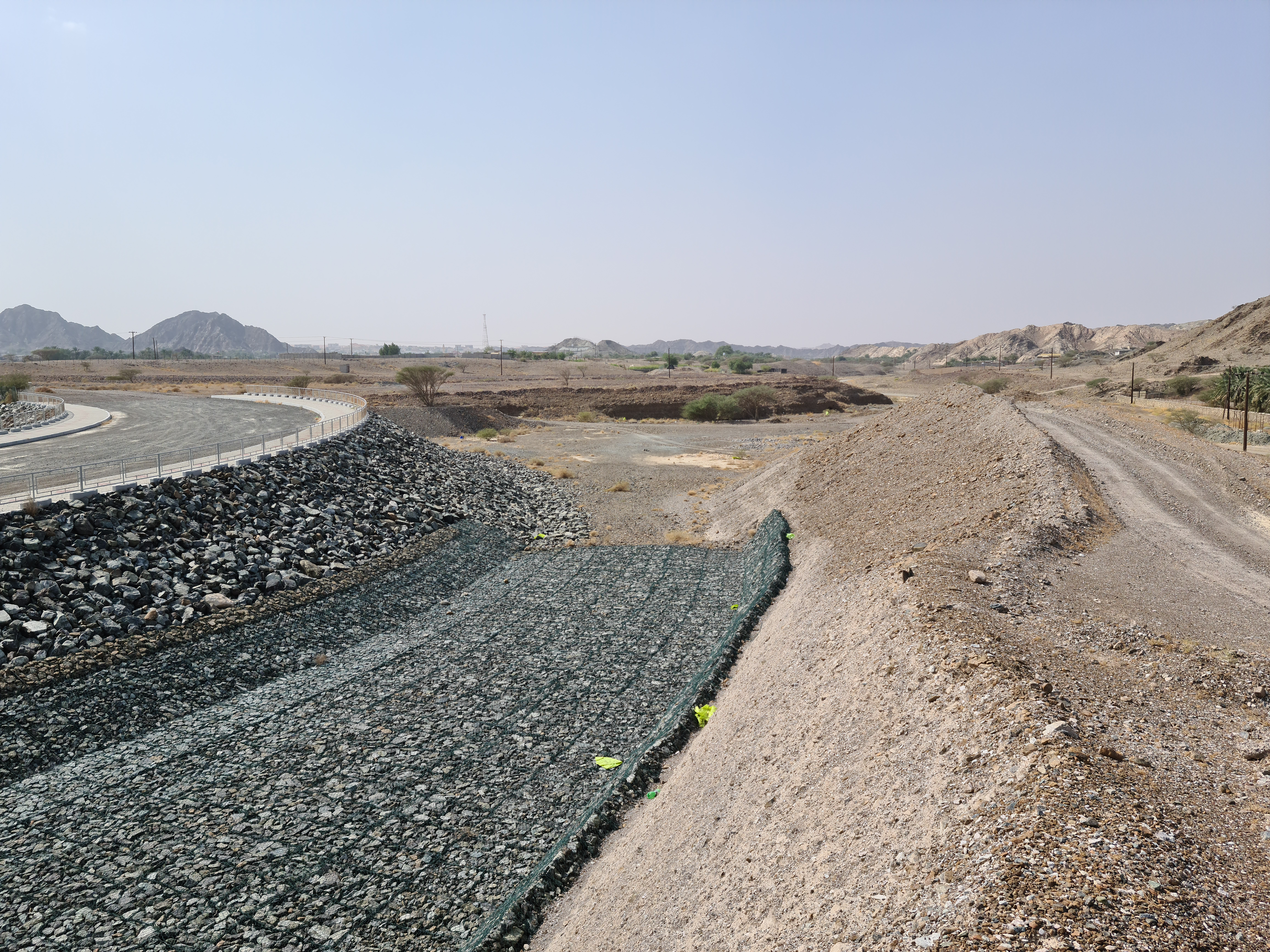
سد الداودي بوادي الفرع
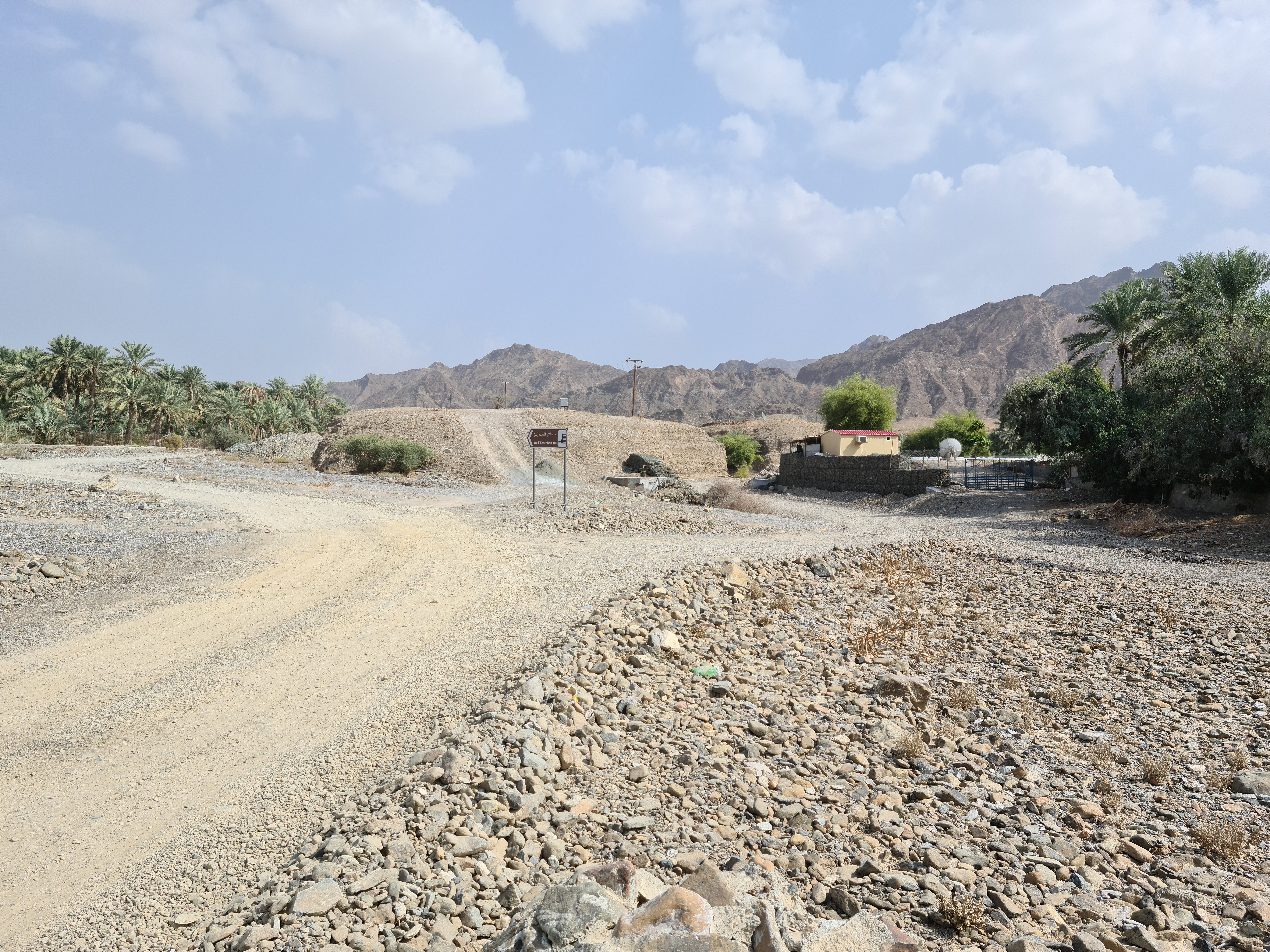
The confluence of the Wadi Fara with Wadi Asimah (right) and Wadi Sidr (left)
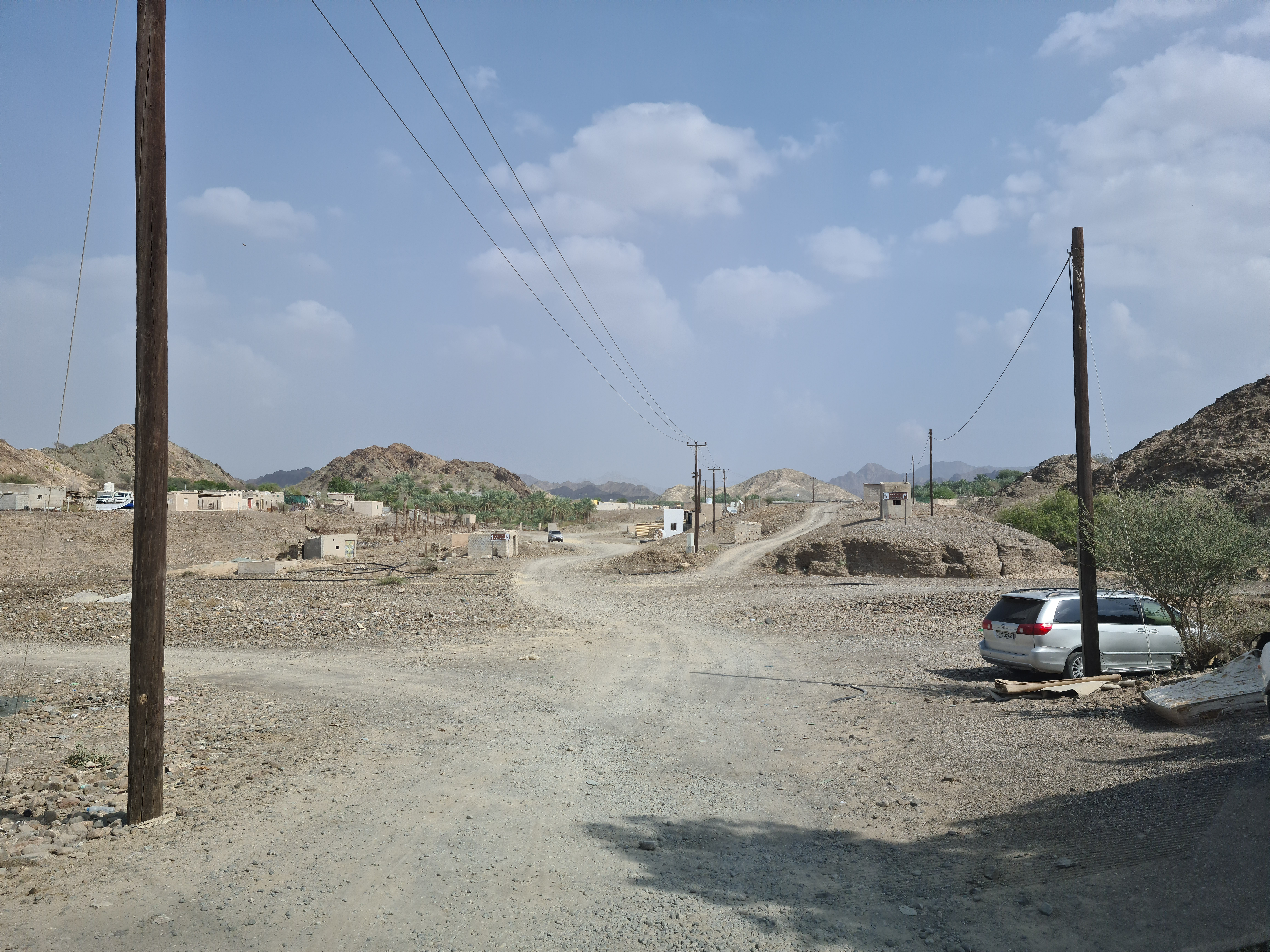
وادي الفرع ينبثق عند قرية الغيل، رأس الخيمة

## أنظر أيضا
- قائمة الوديان في الإمارات العربية المتحدة